# Dendrophyllia cladonia
Espèce
Statut CITES
Dendrophyllia cladonia est une espèce de coraux appartenant à la famille des Dendrophylliidae.